# Populations de Sibérie et de l'Extrême-Orient russe
Cet article présente l'ensemble des peuples de Sibérie et de l'Extrême-Orient russe.

## Peuples de Sibérie et d'Extrême-Orient russe
| Groupe ethnique   | Langue            | Membres (2002)     | Individus Recensement 2021 | Locuteurs (2002) | Régions administratives | Régions administratives | RAIPON |
| ----------------- | ----------------- | ------------------ | -------------------------- | ---------------- | --- | ----------------------- | ------ |
| Aléoutes          | Aléoute           | 540                | 397                        | ~55 %            | Kraï du Kamtchatka |                         | x      |
| Alioutors         | Alioutor          | 12                 | 96                         |                  | Kraï du Kamtchatka |                         | x      |
| Altaïens          | Altaï             |                    | 78 125                     |                  | |                         |        |
| Arines            | Arine             |                    | disparus de Russie         |                  | |                         |        |
| Assanes           | Assane            |                    | disparus de Russie         |                  | |                         |        |
| Aïnous            | Aïnou             | disparus de Russie | disparus de Russie         | ~                | ~ | ~                       | ~      |
| Bargas            | Bargu             |                    |                            |                  | |                         |        |
| Bouriates         | Bouriate          |                    | 460 053                    |                  | |                         |        |
| Chors             | Chor              | 13 975             | 10 507                     | ~61 %            | Oblast de Kemerovo-Kouzbass Khakassie Altaï |                         | x      |
| Dolganes          | Dolgane           | 7 261              | 8 157                      | ~84,5%           | Kraï de Krasnoïarsk Sakha |                         | x      |
| Énètses           | Énètse            | 237                | 201                        | ~50 %            | Kraï de Krasnoïarsk |                         |        |
| Eskimosses        | Eskimosse         |                    | 1 657                      | ~%               | Tchoukotka Kraï du Kamtchatka |                         | x      |
| Évènes            | Évène             | 19 071             | 19 913                     | ~45 %            | Sakha Kraï de Khabarovsk Oblast de Magadan Tchoukotka Kraï du Kamtchatka                                                                                               |                         | x      |
| Evenks            | Evenki            | 35 527             | 39 226                     | ~31,5%           | Sakha Kraï de Krasnoïarsk Kraï de Khabarovsk Oblast de l'Amour Oblast de Sakhaline Bouriatie Oblast d'Irkoutsk Kraï de Transbaïkalie Oblast de Tomsk Oblast de Tioumen |                         | x      |
| Iakoutes          | Iakoute           |                    | 478 409                    |                  | |                         |        |
| Youges            | Youge             |                    | 7                          |                  | |                         |        |
| Youkaguirs        | Youkaguir         | 1 509              | 1 802                      | ~34 %            | Sakha Oblast de Magadan |                         | x      |
| Itelmènes         | Itelmène (langue) | 3 180              | 2 596                      |                  | Kraï du Kamtchatka Oblast de Magadan |                         | x      |
| Kamasses          | Kamasse           |                    | 20                         |                  | |                         |        |
| Kamtchadales      | Kamtchadale       | 2 293              | 1 547                      |                  | Kraï du Kamtchatka |                         | x      |
| Karagasses        | Karagasse         |                    |                            |                  | |                         |        |
| Kazakhs           | Kazakh            |                    | 591 970                    |                  | |                         |        |
| Kéreks            | Kerek             | 8                  | 23                         |                  | Tchoukotka |                         | x      |
| Kètes             | Kete              | 1 494              | 1 088                      | ~51,5%           | Kraï de Krasnoïarsk |                         | x      |
| Kirghizes         | Kirghiz           |                    | 137 780                    |                  | |                         |        |
| Komis             | Komi              | 147 269            | 143 516                    |                  | |                         |        |
| Koriaks           | Koriak            | 8 743              | 7 485                      | ~54,5%           | Kraï du Kamtchatka Tchoukotka Oblast de Magadan |                         | x      |
| Kottes            | Kotte             |                    | disparus de Russie         |                  | |                         |        |
| Koumandines       | Qumanda           | 3 114              | 2 408                      |                  | République de l'Altaï Kraï de l'Altaï Oblast de Kemerovo-Kouzbass |                         | x      |
| Mansis            | Mansi             | 11 432             | 12 228                     | ~38,5%           | Oblast de Tioumen Khantys-Mansis Oblast de Sverdlovsk République des Komis                                                                                             |                         | x      |
| Mators            | Mator             |                    | disparus de Russie         |                  | |                         |        |
| Nanaïs ou Hezhen  | Nanaï             | 12 160             | 11 623                     | ~47 %            | Kraï de Khabarovsk Kraï du Primorié Oblast de Sakhaline |                         | x      |
| Néguidales        | Néguidale         | 567                | 481                        | ~28,5%           | Kraï de Khabarovsk |                         | x      |
| Nénètses          | Nénètse           | 41 302             | 49 646                     | ~78,5%           | Oblast de Tioumen Khantys-Mansis Iamalie Oblast d'Arkhangelsk Nénétsie Kraï de Krasnoïarsk République des Komis                                                        |                         | x      |
| Nganassanes       | Nganassane        | 834                | 687                        | ~84,5%           | Kraï de Krasnoïarsk |                         | x      |
| Nivkhes           | Nivxe             | 5 162              | 3 842                      | ~24,5%           | Kraï de Khabarovsk Oblast de Sakhaline |                         | x      |
| Oroks             | Orok              | 346                | 268                        | ~46 %            | Oblast de Sakhaline |                         | x      |
| Orotchones        | Oroqen (langue)   |                    | ?                          |                  | |                         |        |
| Orotches          | Orotche           | 686                | 527                        | ~19 %            | Kraï de Khabarovsk |                         | x      |
| Oudihés           | Oudihé            | 1 657              | 1 325                      | ~27,5%           | Kraï du Primorié Kraï de Khabarovsk |                         | x      |
| Oultches          | Oultche           | 2 913              | 2 472                      | ~33 %            | Kraï de Khabarovsk |                         | x      |
| Poumpokoles       | Poumpokole        |                    | disparus                   |                  | |                         |        |
| Selkoupes         | Selkoupe          | 4 249              | 3 458                      |                  | Oblast de Tioumen Khantys-Mansis Iamalie Oblast de Tomsk Kraï de Krasnoïarsk                                                                                           |                         | x      |
| Soïotes           | Soïote            | 2 769              | 4 368                      |                  | Bouriatie |                         | x      |
| Tatars            | Tatar             |                    | 4 713 669                  |                  | Tatarstan et diaspora extérieure |                         |        |
| Tatars de Sibérie | Tatar             |                    | 6 297                      |                  | |                         |        |
| Taz               | Taz               | 276                | 235                        |                  | Kraï du Primorié |                         | x      |
| Taïgis            | Mator             |                    | disparus                   |                  | |                         |        |
| Tchelkanes        | Tchalkane         | 855                | 1 290                      |                  | République de l'Altaï |                         | x      |
| Tchouktches       | Tchouktche        | 15 767             | 16 200                     | ~72 %            | Tchoukotka Kraï du Kamtchatka |                         | x      |
| Tchoulymes        | Tchoulym (langue) | 656                | 382                        |                  | Oblast de Tomsk Kraï de Krasnoïarsk |                         | x      |
| Tchouvanes        | Tchouvane         | 1 087              | 900                        | ~20 %            | Tchoukotka Oblast de Magadan |                         | x      |
| Télenguites       | Telenguite        | 2 399              | 2730                       |                  | République de l'Altaï |                         | x      |
| Téléoutes         | Téléoute          | 2 650              | 575                        |                  | Oblast de Kemerovo-Kouzbass |                         | x      |
| Tofalars          | Tofalar           | 837                | 719                        | ~44 %            | Oblast d'Irkoutsk |                         | x      |
| Toubalars         | Touba             | 1 565              | 3 620                      |                  | République de l'Altaï |                         | x      |
| Touvains          | Touvain           | 4 442              | 295 384                    |                  | Touva |                         | x      |
| Khakasses         | Khakasse          |                    | 61 365                     |                  | |                         |        |
| Khantys           | Khanty            | 28 678             | 31 467                     | ~62 %            | Oblast de Tioumen Khantys-Mansis Iamalie Oblast de Tomsk République des Komis                                                                                          |                         | x      |

Autres populations (européennes) présentes sur ces territoires :
Russes
Ukrainiens
Juifs Evrei de Sibérie

## Sources
- (ru) Site officiel de la RAIPON
- Base Juniper